# (34692) 2001 KE61
2001 KE61 (asteroide 34692) é um asteroide da cintura principal. Possui uma excentricidade de 0.25451120 e uma inclinação de 7.16142º.
Este asteroide foi descoberto no dia 17 de maio de 2001 por NEAT em Haleakala.